# TOKYO GIRL 〜club mix version〜
「TOKYO GIRL 〜club mix version〜」（トーキョー・ガール クラブ ミックス バージョン）は、荻野目洋子の28枚目のシングル。1993年6月23日にビクターエンタテインメントより発売された。

## 解説
- 荻野目主演のNHKドラマ『ドラマ新銀河・トーキョー国盗り物語』の挿入歌を、クラブ風にミキシングしたバージョンでシングル発売されたものである。
- タイアップが決まっていたNHK側との打ち合わせで、シングル用のクラブミックスとオリジナルバージョンとを比べて、ドラマにはオリジナルバージョンのほうが似合うとNHK側から言われた経緯があり、番組内でのみ元のバージョンが使われていた。
- オリジナルバージョンの音源は長らく未発売であったが、2010年発売の再発盤アルバム (デビュー25周年 リイシュー企画)『Deluxe [+10]』にボーナストラックとして収録された。

## 収録曲
1. TOKYO GIRL 〜club mix version〜
  - 作詞：松本隆 / 作曲：林田健司 / 編曲：E.S.P.
2. 海の珊瑚
  - 作詞：松本隆 / 作曲：林田健司 / 編曲：岩田雅之
3. TOKYO GIRL 〜club mix version〜 [オリジナル・カラオケ]
4. 海の珊瑚 [オリジナル・カラオケ]